# Marie-Agnes Strack-Zimmermann
Marie-Agnes Strack-Zimmermann (nascida Jahn, nascida a 10 de março de 1958) é uma política alemã do Partido Democrático Liberal (FDP) que serve como membro do Bundestag pelo estado da Renânia do Norte-Vestfália desde 2017.

## Carreira política
Após a eleição de Christian Lindner como presidente do FDP em 2013, Strack-Zimmermann tornou-se um dos seus deputados. Ela serviu como parte da liderança do partido até 2019, quando foi sucedida por Nicola Beer.
Strack-Zimmermann tornou-se membro do Bundestag nas eleições federais alemãs de 2017. A partir de então ela serviu no Comité de Defesa e no Comité de Construção, Habitação, Desenvolvimento Urbano e Autoridades Locais. Ela serve como porta-voz do seu grupo parlamentar para a política de defesa e porta-voz para a política do governo local.
Nas negociações para formar a chamada coligação semáforo do Partido Social-Democrata (SPD), do Partido Verde e do FDP após as eleições federais de 2021, Strack-Zimmermann fez parte da delegação do seu partido no grupo de trabalho sobre política externa, defesa, cooperação para o desenvolvimento e direitos humanos, co-presidido por Heiko Maas, Omid Nouripour e Alexander Graf Lambsdorff.
Desde 2021, Strack-Zimmermann desempenha funções como presidente do Comité de Defesa.

## Outras actividades
- Academia Federal de Políticas de Segurança (BAKS), Membro do Conselho Consultivo (desde 2018)[7]
- FOM University of Applied Sciences for Economics and Management Düsseldorf, Membro do Conselho de Curadores[8]